# Arts and Decay
Arts and Decay ist eine Gothic-Rock-Band aus Kaiserslautern, die 1988 gegründet wurde. In den frühen Jahren bewegte sich ihre Musik zwischen Punk und Dark Wave unter Einsatz einer Drummachine. Erste große Aufmerksamkeit erreichte die Band mit dem Lied, „Mescal“, als dieses auf dem „German Mystic Sound Sampler – Volume II“ veröffentlicht wurde, und mit ihrem Konzeptalbum „Shadowjesus“ sorgten sie für einiges Aufsehen in der Schwarzen Szene.

## Diskografie
Alben
- 1988: Trail of Tears (Dreamhouse)
- 1989: Stone Talk (Focus)
- 1992: Razor-Blade (Hypnobeat)
- 1993: Shadowjesus (Hypnobeat / BSC Music)

Singles
- 1989: High over Red / Sick of It All (7", Promo, Hypnobeat)
- 1991: To Dust (Maxi, Hypnobeat)
- 1993: Mescal (Maxi, BSC Music)

Samplerbeiträge
- 1991: Living on a Mountain auf Bouquet of Dreams (Dark Star)
- 1991: Mescal auf German Mystic Sound Sampler Volume II (Zillo)
- 1991: Sick of All auf Ragazzi Bizarre (Ultrapop)
- 1992: To Dust auf From Hypnotic… (Hyperium Records)
- 1992: To Dust auf Hy! From Hypnotic to Hypersonic (Hyperium Records)
- 1992: Sunday Headache auf Never Mind the Sisters Here’s the Alternatives (Nightbreed Recordings)
- 1992: Hold Me Up To Bring Me… auf No Punks in K-Town (Dead Eye Productions)
- 1998: Mescal auf Hypnotic & Hypersonic (Hyperium Records)